# Polydora triglanda
Polydora triglanda är en ringmaskart som beskrevs av Radashevsky och Yin Tang Hsieh 2000. Polydora triglanda ingår i släktet Polydora och familjen Spionidae. Inga underarter finns listade i Catalogue of Life.